# Nocciola romana
La nocciola gentile romana DOP, spesso nocciola romana è una varietà di nocciola a Denominazione di origine protetta, prodotta in una zona a nord di Roma che comprende alcune aree delle province di Roma e di Viterbo.

## Comuni produttori

### Provincia di Viterbo
Barbarano Romano, Bassano in Teverina, Bassano Romano, Blera, Bomarzo, Calcata, Canepina, Capranica, Caprarola, Carbognano, Castel Sant'Elia, Civita Castellana, Corchiano, Fabrica di Roma, Faleria, Gallese,, Monterosi, Nepi, Oriolo Romano, Ronciglione, Soriano nel Cimino, Sutri, Vallerano, Vasanello, Vejano, Vetralla, Vignanello, Villa San Giovanni in Tuscia, Vitorchiano, Viterbo

### Provincia di Roma
Bracciano, Canale Monterano, Manziana, Rignano Flaminio, Sant'Oreste, Trevignano Romano.